# Domingo Tejera de Quesada
Domingo Tejera de Quesada (Las Palmas de Gran Canaria, 28 de marzo de 1881 - Sevilla, 11 de junio de 1944) fue un periodista, escritor y político español tradicionalista.

## Biografía

### Carrera periodística
Cuando tenía ocho años escribía las fajas para los suscriptores de una publicación carlista que redactaba José Roca y Ponsa. A los dieciséis años entró en la redacción del diario tradicionalista España de Las Palmas de Gran Canaria, escribiendo crónicas literarias e informaciones de los tribunales. Posteriormente fundó el Heraldo de Gran Canaria. En 1902 se trasladó a Madrid para estudiar en la Universidad. Durante su juventud militó en el maurismo.
En 1906 ingresó en la redacción de la revista Nuevo Mundo, de la que llegó a ser director en 1911. Entre 1914 y 1918 comentó episodios de la Primera Guerra Mundial en el diario ABC con el seudónimo de R. Schneider. En esa época también era redactor corresponsal en Madrid de la revista gráfica de Buenos Aires PBT, y cronista de La Ilustración Española y Americana. En 1918 fue nombrado director de El Día, de Madrid, y al año siguiente escribía en El Debate las crónicas parlamentarias. Se trasladó en 1920 a Sevilla, donde reformó el diario católico El Correo de Andalucía y dirigió La Unión, publicado en la misma ciudad. 
Al proclamarse la República, emprendió desde el primer día una campaña feroz contra el nuevo régimen, que fue destacada en toda España. El 11 de mayo de 1931 los revolucionarios intentaron destruir el edificio del diario La Unión, sin lograrlo. El periódico fue cerrado durante diez días, arremetiendo después con mayor energía contra el primer gobierno de la República y los posteriores. Se iniciarían más de 60 procesos judiciales contra el diario sevillano y su director.
La Unión fue suspendida durante varios días cuando se discutía el aspecto religioso o antirreligioso de la Constitución republicana. Tejera editó durante esos días una sección en el diario Retablo político.
Durante esta época fue también miembro del Consejo de Cultura Tradicionalista presidido por Víctor Pradera.
El 10 de agosto de 1932, durante la llamada «Sanjurjada» —el fallido golpe de Estado liderado por el José Sanjurjo—, se intentó nuevamente sin éxito asaltar la imprenta de La Unión. Al día siguiente trataron de incendiar la casa de Tejera, que fue avisado pero se negó a salir de su domicilio. Un escuadrón de caballería disolvió a los grupos revoltosos mientras saqueaban el palacio de Luca de Tena. La Unión fue entonces clausurada hasta diciembre de 1932.
Tejera fue nombrado director del periódico gaditano La Información, en el que organizó dos ediciones de gran éxito, sustentadas en las campañas que emprendió, principalmente contra la masonería. Asimismo, dirigió y reformó el antiguo Diario de Jerez, al que dotó de un tono combativo, proporcionando a ambos diarios una orientación tradicionalista. Cuando volvió a salir La Unión, Tejera dirigía tres diarios, que atendía desde Sevilla de manera simultánea. En los tres publicaba sus editoriales.

### Diputado a Cortes
En las elecciones generales de noviembre de 1933, fue elegido diputado por la provincia de Sevilla como tradicionalista independiente. Debido a su inmunidad parlamentaria se cancelaron los múltiples procesos acumulados contra él. Durante la campaña electoral declaró en una entrevista a ABC:

Todo español ha explicado su programa nacional junto a la mesa del café. Yo no voy al café, pero tengo mi programa, una Constitución, que, redactada, cabría en un papelillo de fumar y pudiera expresarse así, y voy a dictársela:

«Artículo único. España es una nación que quiere regirse por la ley de Dios. En su virtud todas las leyes positivas y disposiciones de la autoridad que no se ajusten a aquella ley eterna no prosperarán y quedarán asimismo derogados cualesquiera preceptos de leyes, decretos y órdenes que contradigan lo dispuesto en esta Constitución.»

### Dirigente del Requeté
Al producirse el golpe de Estado del 18 de julio de 1936 que desencadenó en la Guerra civil, Tejera marchó al frente con los requetés andaluces a los que había alentado desde la prensa, y que le habían protegido muchas veces cuando era perseguido. El 23 de octubre de 1936 resultó herido en combate.

### Obras históricas y periodísticas
Publicó cuatro volúmenes de la Biblioteca Schneider, en la que recopiló algunos trabajos publicados por él en ABC, y Los parásitos del Trono, editado en 1930, en el que examinaba y criticaba el proceso político de España desde 1907 hasta el golpe de Estado de Primo de Rivera en 1923. Domingo Tejera colaboró también con Melchor Ferrer y José Francisco Acedo en la obra Historia del Tradicionalismo español, cuyos primeros tomos se publicaron en 1943.

## Obras
- Los parásitos del trono: (génesis de la dictadura) (1930)
- Historia del Tradicionalismo español (tomos I-VIII)